# Jürgen Isberg
Jürgen Isberg (* 24. September 1928; † 15. Januar 2024) war ein Handballspieler aus der Bundesrepublik Deutschland, der mit der deutschen Nationalmannschaft zweimal Weltmeister wurde.

## Leben
Jürgen Isberg war linker Verteidiger in der Mannschaft des SV Polizei Hamburg, die in der ersten Hälfte der 1950er Jahre den Handballsport in Deutschland dominierte. Von 1950 bis 1953 gewann die Mannschaft die deutsche Meisterschaft im Hallenhandball, von 1951 bis 1953 und 1955 siegten die Hamburger im Feldhandball.
Von 1951 bis 1956 spielte Isberg in 27 Länderspielen für die deutsche Handballnationalmannschaft, davon sieben in der Halle. 1952 und 1955 gewann Isberg mit der deutschen Mannschaft den Weltmeistertitel, außer ihm gehörte noch Torwart Heinz Singer und der spätere Bundestrainer Werner Vick zu den Weltmeistern des SV Polizei Hamburg.
Für den Gewinn der Weltmeisterschaft 1952 wurde er am 28. Juni 1953 mit dem Silbernen Lorbeerblatt ausgezeichnet.
Im Gegensatz zu seinen meisten Mannschaftskameraden gehörte Jürgen Isberg nicht der Hamburger Polizei an, sondern studierte Literaturwissenschaft, Philosophie und Psychologie. 1954 promovierte er mit einer Arbeit über Friedrich Hölderlin. Er war danach Werbeleiter von Frauenzeitschriften wie Petra und Constanze, später war er bei der Constanze Chefredakteur. Nachdem sich Isberg aus der Verlagsarbeit zurückgezogen hatte, war er als Unternehmensberater tätig. Er war Mitverfasser von Versicherungen erfolgreich verkaufen, das in neun Auflagen erschien, und veröffentlichte noch in den 1990er Jahren das Buch Der Versicherungsverkäufer.